# 虞华年
虞华年（1929年1月17日—），台湾高科技电子工业要人。曾任台湾工業技術研究院（简称“工研院”）前瞻研發指導委員會主席、榮譽主席。浙江慈溪人。

## 生平
籍贯浙江省慈溪县（今慈溪市），1929年生于上海。
早年即赴美国求学。1953年，毕业于伊利诺伊大学厄巴纳-香槟分校，获得机电工程学士学位；1954年，获得同校机电工程硕士学位；1958年，获得同校机电工程博士学位。毕业后留美工作。
早年生涯服膺于美国IBM。1957年至1963年，任职于國際商業機器公司研究中心（IBM Research），担任研究員。1962年至1985年，担任IBM矽技術部資深經理，IBM研究中心半导体与超大型集成电路前瞻技术、工程等高级经理。1985年至1986年，担任IBM研究總部高级技术策略委員。1986年至1988年，担任IBM研究中心超大型集成电路设计与应用高级经理。1991年至1993年，担任IBM研究中心系统、科学与技术部副總裁，特別助理。1991年至1993年，担任國際商業機器公司科技院委員。1990年至1993年，担任美國IEEE工程傑出獎審查會委員。1996年至1998年，担任美国电机电子工程院（IEEE）奖章计划及策略委员会成员。
之后服务于工研院。1977年起，担任工業技術研究院美洲技術顧問團（TAC）委員。1993年起，担任工研院美洲技術顧問團主席。1994年至2003年，担任工業技術研究院前瞻技術指導委員會主席，2003年至今，担任荣誉主席、资深顾问。
也曾服务于台湾政府科技机构，自1983年至1992年，历任中华民国行政院科技小組技術審查會（TRB）委員、執行秘書。1990年至1993年，担任中华民国经济部次微米計畫指導委員會委員。1985年至1992年，担任台湾行政院資訊工業策進會董事。1992年至1993年，担任台湾高速电脑中心IBM监督委员会成员。
1996年至今，担任总部位于美国马萨诸塞州伯灵顿Teratech公司的董事。曾任美東華人學術聯誼會（CAAPS），第八、九届会长，第十、十一届理事长。

## 荣誉
主要荣誉有：
- 1960年至1993年间，曾多次获得國際商業機器公司（IBM）傑出發明獎，技術成就獎，發明專利獎，技術組獎等奖项
- 1982年，获得美洲中国工程师学会杰出成就奖
- 1986年，获选美國電機電子工程院（IEEE）終身會士（Life Fellow）
- 1991年，获得美國電機電子工程院（IEEE）Jack Morton獎 （IEEE Jack A. Morton Award）
- 1996年，获得中华人民共和国国家友谊奖章
- 1996年，获聘西安交通大学名譽教授
- 1999年，当选國際歐亞科學院院士
- 2000年，当选第23届中央研究院院士（數理科學組）
- 2007年，获得美國亞裔工程師年度獎（AAEOY）
- 2007年，获得台湾工研院捐贈傑出國際服務特別獎
- 2008年，获得潘文淵文教基金會十周年傑出貢獻獎
- 2009年，获聘廈門大學名譽教授[4]